# Wheelie

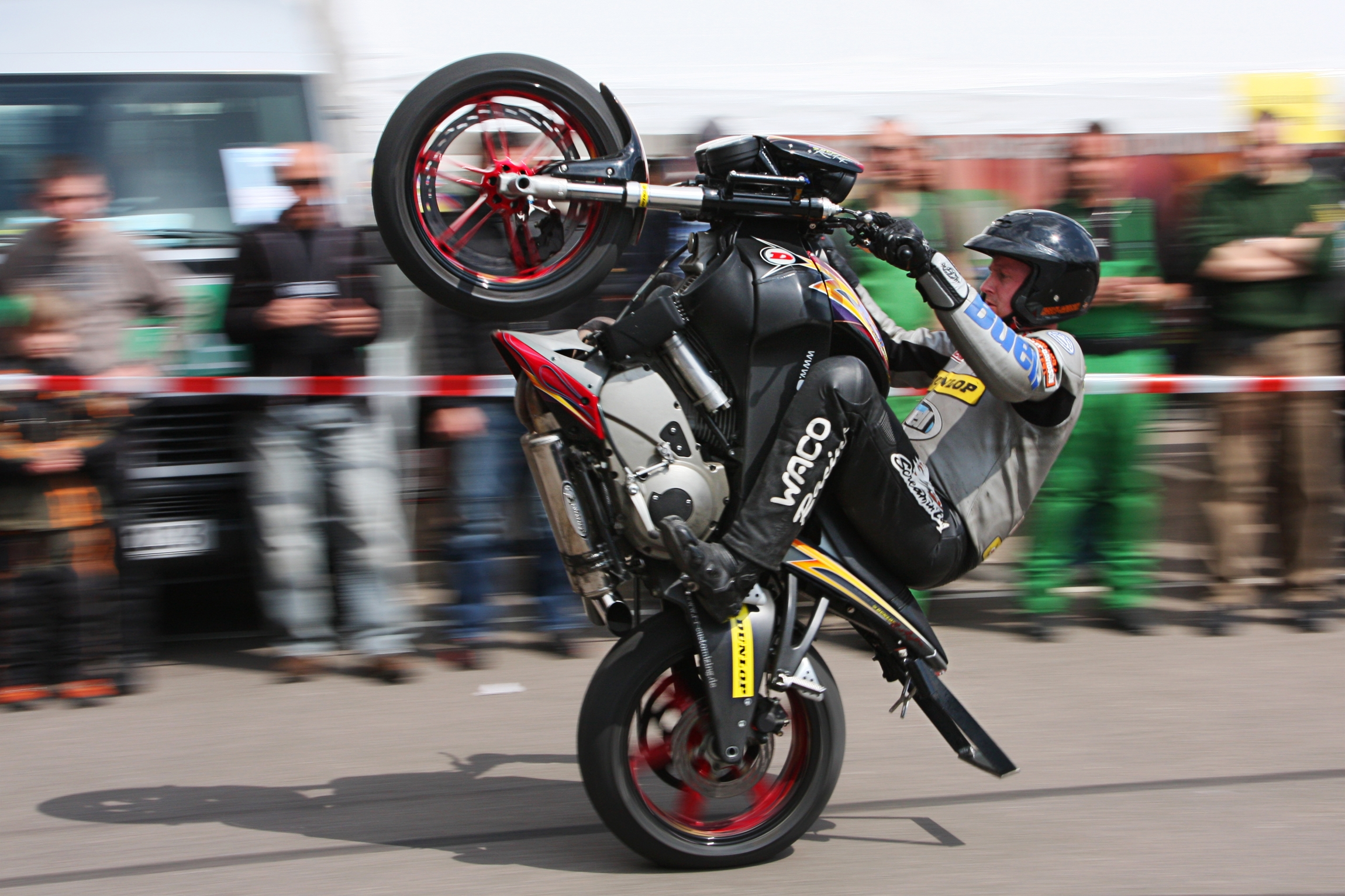
Wheelie na motocyklu

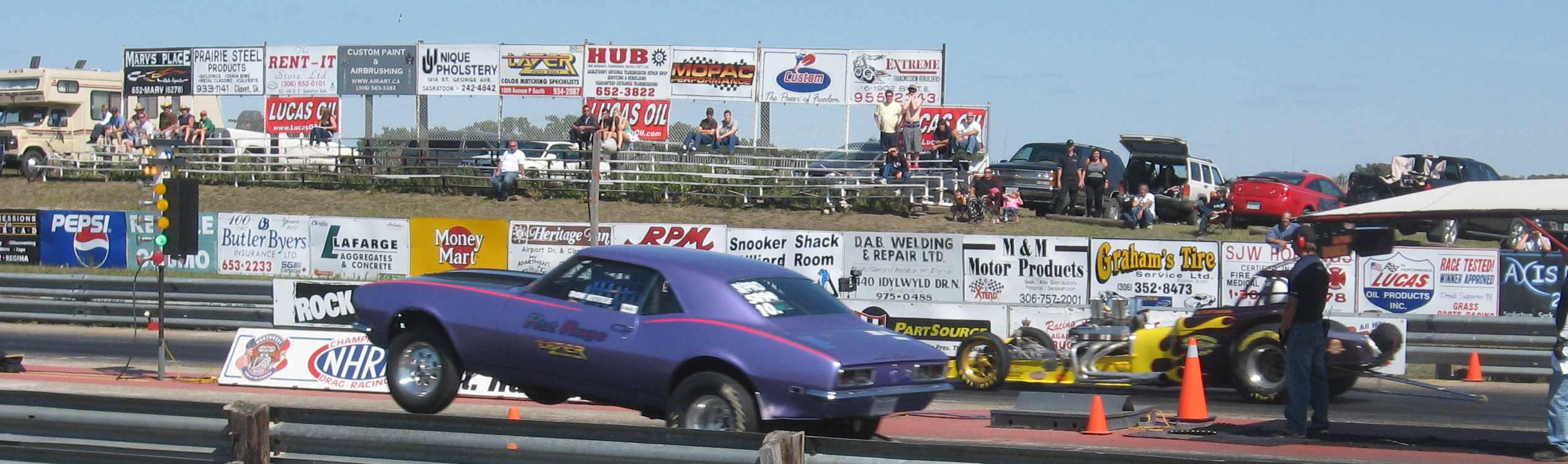
Wheelie na závodech dragsterů

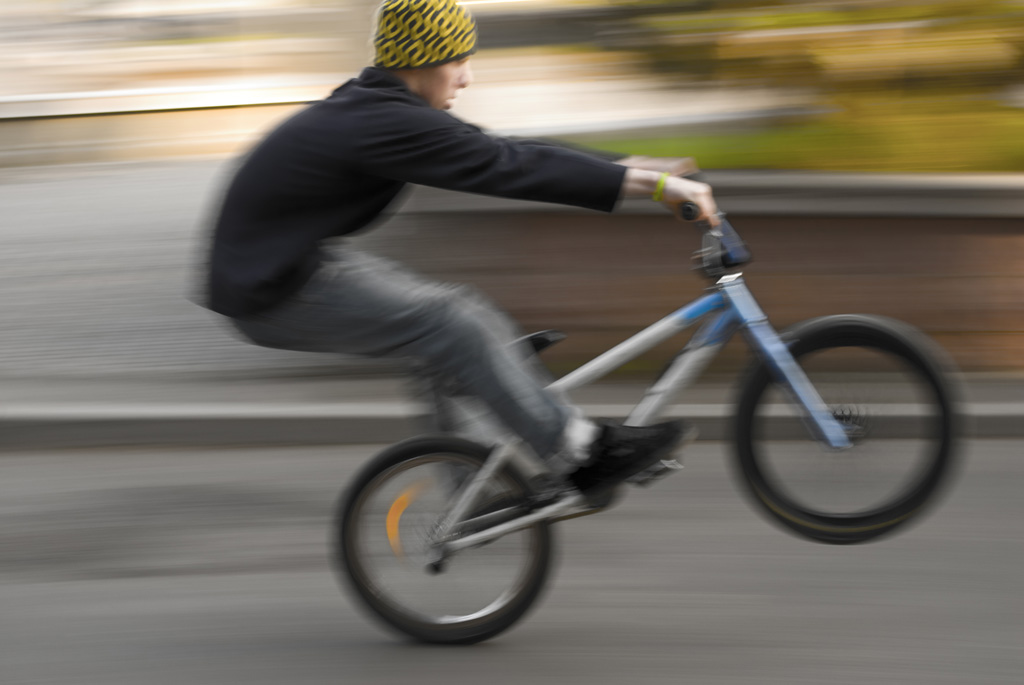
Manual na kole BMX

Wheelie je manévr, při kterém se přední kolo nebo kola zvednou ze země v důsledku dostatečného točivého momentu aplikovaného na zadní kolo nebo kola. Wheelie je obvykle spojeno s jízdním kolem a motocyklem, ale může být provedeno i s jinými vozidly, jako jsou např. automobily, a to zejména dragstery.

## Historie
První wheelie bylo provedeno v roce 1890 Danielem J. Canarym, krátce poté, co se moderní jízdní kola stala populárními. Kaskadér Evel Knievel provádí akrobatické kousky na motocyklu včetně wheelies v jeho show. Nejdelší wheelie provedl Doug "Wheelie King" Domokos a trvalo 233 km.

## Typy
Typy wheelie mohou být rozděleny do dvou širokých kategorií:
1. wheelies, ve které je výkon vozidla sám o sobě dostačující. Mezi ně patří:
- Wheelie přes spojku: provádí se vymáčknutím spojky a otevřením škrticí klapky pro dosáhnutí větších otáček motoru. Poté je spojka rychle puštěna, čímž dojde k náhlému aplikování výkonu na zadní kolo nebo kola.
- Wheelie pomocí výkonu motoru: provádí se pouhým otevřením škrticí klapky. Pokud má motor dostatečnou sílu, dokáže zvednout přední kolo.

2. wheelies se provádí s pomocí odpružení nebo pohybu jezdce. Mezi ně patří:
- Wheelie pomocí odpružení: provádí se otevřením a zavřením škrticí klapky v čase, kdy se odpružení vrací do své základní polohy, kdy se pneumatiky odrazí od země, kdy se jezdec pohne, nebo jakoukoli kombinaci těchto tří.
- Manuál: provádí se bez použití točivého momentu na zadní kola, místo toho jezdec přesune tělo ke zadnímu konci jízdního kola a poté zatáhne za řídítka.

### Jízdní kola
Wheelies jsou častým akrobatickým kouskem v cyklistické krasojízdě a na freestyle BMX. Kolo se vyvažuje podle hmotnosti jezdce a někdy se používá zadní brzda.

### Motocykly
Wheelie je také častým akrobatickým kouskem na motocyklu. Princip je stejný jako na kole, ale plyn a zadní brzda se používá pro kontrolu nad manévrem, zatímco jezdec využívá svou tělesnou hmotnost a řídítka k udržení rovnováhy nad strojem.
Nejrychlejší wheelie provedl Patrik Furstenhoff 18. dubna 1999. Naměřená rychlost byla 307,89 km/h. Světový rekord pro rychlé wheelie na 1 kilometr je 343,388 km/h. Tuto laťku nastavil Egbert van Popta na letišti Elvington v Yorkshiru v Anglii.
V některých zemích, jako je např. Spojené království, USA a Česká republika je wheelie na pozemních komunikacích zakázáno a motocyklista za něj může být stíhán.
V Pákistánu, Indii a některých dalších zemích, je nezákonné provádět tyto akrobatické kousky. Pokud je někdo chycen při provádění těchto kousků, může být jeho motocykl zabaven a může čelit vězení.

### Automobily
Wheelies jsou běžné v závodech dragsterů, kde točivý moment zbytečně zvedá předek vozidla, než aby pohyboval vozidlo vpřed. To má také za následek zvyšování těžiště, což omezuje maximální zrychlení.

### Sněžné skútry
Wheelies jsou možné i u některých sněžných skútrů, kde se ze země zvedají lyže.

### Invalidní vozíky
Někteří uživatelé invalidních vozíku se mohou naučit balancovat jejich vozík na jeho zadních kolech a mohou tak udělat wheelie. To jim umožňuje překonat obrubníky a manévrovat přes malé překážky.

## Wheelie bars

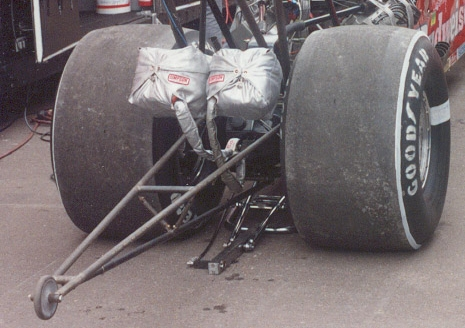
Wheelie bar (v popředí) a padák (šedý) na dragsteru

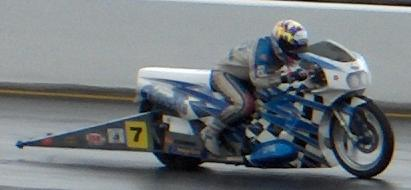
Wheelie bars na motocyklu

Wheelie bars pomáhají zabránit tomu, aby se předek vozidla zvedl příliš vysoko nebo se dokonce převrátil.

## Galerie
- Motocykl provádí wheelie (video)

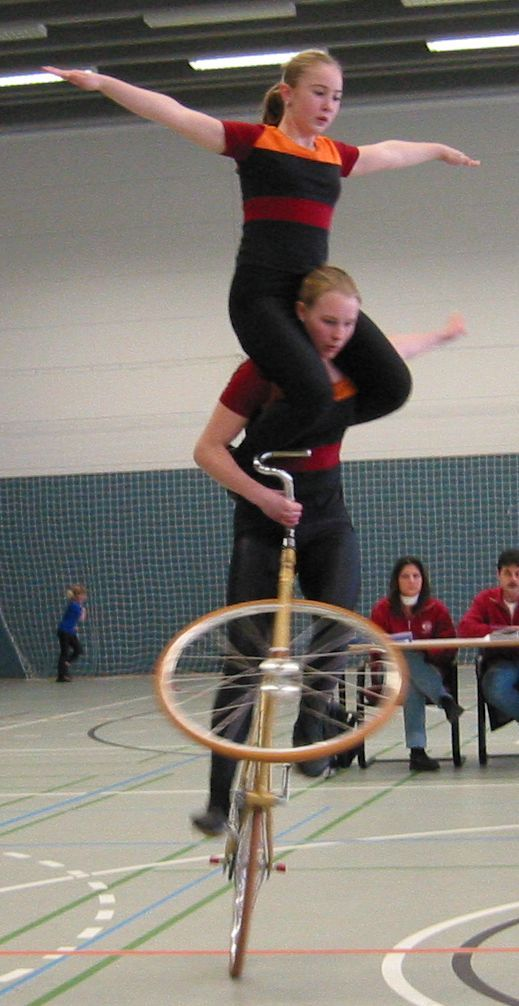
Wheelie jako součást cyklistické krasojízdy
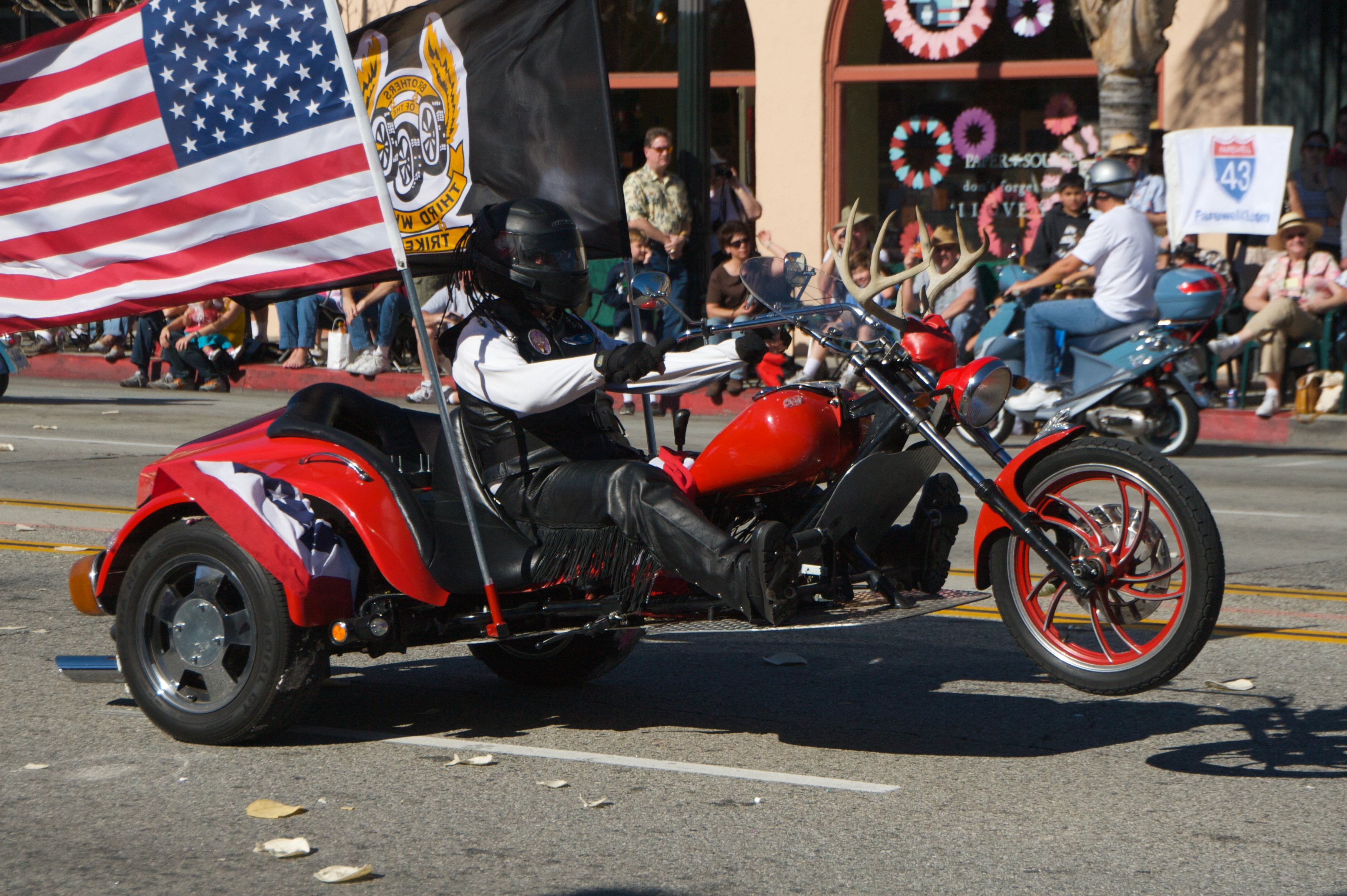
Wheelie provedené na tříkolovém motocyklu
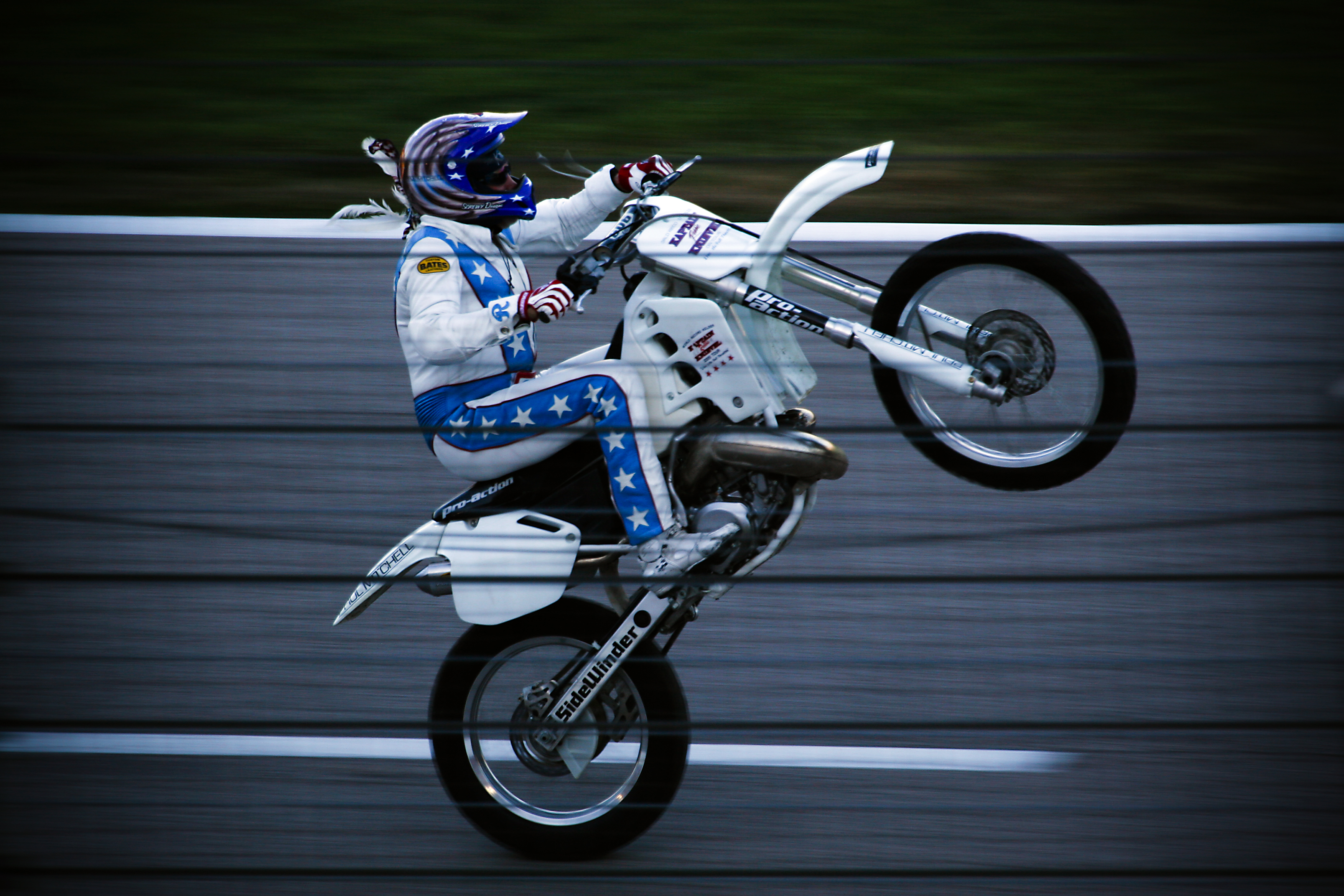
Robbie Knievel provádějící wheelie
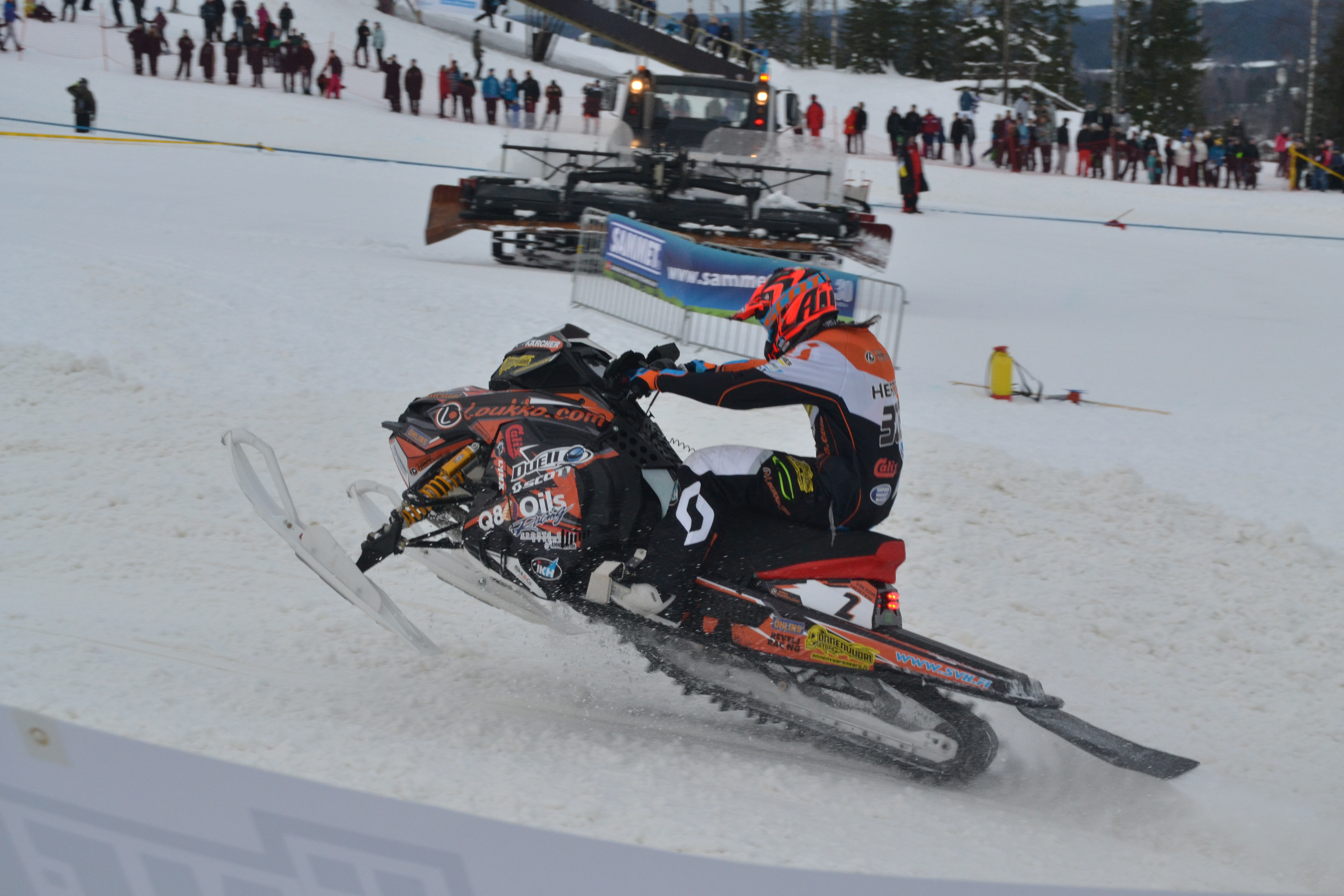
Wheelie na skútru